# Список совершенных игр в Главной лиге бейсбола
За 145-летнюю историю Главной лиги бейсбола из более чем 300 000 сыгранных игр всего 23 были официально признаны совершенными играми, при этом ни один из питчеров не сыграл более одной такой игры. Совершенная игра Дона Ларсена в пятом матче Мировой серии 1956 года является единственной совершенной игрой и одним из двух ноу-хиттеров в истории плей-офф ГЛБ.  2012 год является единственным, в котором было сыграно сразу три совершенных игры, а в истории Лиги были промежутки в 23 и 33 сезона подряд без совершенных игр.
Первые две игры, единственные до современной эры (до 1901 года), были сыграны в 1880 году с разницей в пять дней питчерами Ли Ричмондом и Джоном Монтгомери Уордом. Однако, правила бейсбола в XIX веке имели ряд отличий от современных: например, питчеру разрешались только броски снизу из ограниченной зоны в 45 футах (13,7 метров) от «дома», требовалось 8 болов для уока, баттер не получал возможности перехода на первую базу после удара мячом.
В 1884 году Американская лига ввела правило hit by pitch (первый год — на усмотрение судьи, а со следующего года — автоматически), Национальная лига ввела это правило тремя годами позднее. В 1889 году количество болов для уока сократилось до четырёх. В 1893 году вместо питчерской коробки появилась резиновая пластина, которая находится на расстоянии 60 футов и 6 дюймов (18,4 метра) от «дома» и на которой должна находиться дальняя нога питчера. Таким образом, хотя современная эпоха ГЛБ началась лишь в 1900 году, основные правила игры в бейсбол, сохраняющиеся и сейчас, были введены семью годами ранее. Два незначительных изменения были введены позднее: фол-бол начал считаться как первый или второй страйк Национальной лигой с 1901 года и Американской с 1903, назначенный хиттер появился в Американской лиге с 1973 года.

## Совершенные игры

### До современной эры
| № | Питчер               | Дата         | В  | Рука   | Б | С | Команда         | Счёт    | Соперник       | Время | Пос | Кэтчер        | Пр |
| --- | -------------------- | ------------ | -- | ------ | - | - | --------------- | ------- | -------------- | ----- | --- | ------------- | -- |
| 1 | Ли Ричмонд           | 12 июня 1880 | 23 | Левая  | ? | 5 | Вустер Вустерс  | 1:0 (д) | Кливленд Блюз  | 1:26  | ?   | Чарли Беннетт |    |

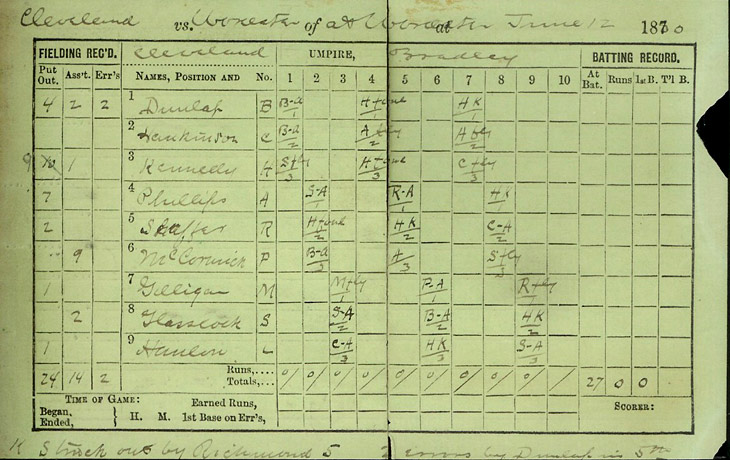
Карта результатов первой совершенной игры. «R-A» в пятом инниге обозначает 9-3 пут-аут

| Ричмонд играл свой первый полный сезон в Лиге после появления в одной игре годом ранее. Возможно, он также был хорошим отбивающим, поскольку находился вторым в списке баттеров. В этой игре также случился один из редких 9-3 пут-аутов: правый аутфилдер «Вустера» бросил мяч на первую базу, где баттер-раннер «Кливленда» Билл Филлипс был выведен в аут. За игру баттеры «Блюз» трижды отбили мяч, но каждый раз он приземлялся за границы поля (линия фола). На месте вустерского сельскохозяйственного комплекса, где проходила игра, сейчас стоит памятник и находится кампус колледжа «Бекер». В то время совершенная игра была признана необычной: газетные репортажи об игре сообщали о «самой удивительной игре, которая когда либо была сыграна». |                      |              |    |        |   |   |                 |         |                |       |     |               |    |
| 2 | Джон Монтгомери Уорд | 17 июня 1880 | 20 | Правая | ? | 5 | Провиденс Грэйс | 5:0 (г) | Буффало Бизонс | ?     | ?   | Эмиль Гросс   |    |
| Хотя Уорд сыграл свою совершенную игру в парке Грэйса в Провиденсе, домашней командой считался «Буффало» из-за предматчевой жеребьёвки, которая была необходимой по правилам того времени. Джон Монтгомери — самый молодой питчер, сыгравший совершенную игру: 17 июня 1880 года ему было 20 лет и 105 дней. В списке баттеров питчер был шестым. Начиная с 1881 года, следующего, после его достижения, Уорд постепенно начал переходить с позиции питчера на позицию полевого игрока и с 1884 года после травмы руки полностью переквалифицировался в инфилдера: сначала в шортстопа, а позднее — в игрока второй базы. Промежуток в пять дней между достижениями Ричмонда и Уорда — самый короткий между двумя совершенными играми.                         |                      |              |    |        |   |   |                 |         |                |       |     |               |    |

### Современная эра
| № | Питчер          | Дата             | В  | Рука   | Б   | С  | Команда                | Счёт     | Соперник             | Время | Пос    | Кэтчер            | Пр |
| --- | --------------- | ---------------- | -- | ------ | --- | -- | ---------------------- | -------- | -------------------- | ----- | ------ | ----------------- | -- |
| 3 | Сай Янг         | 5 мая 1904       | 37 | Правая | ?   | 8  | Бостон Американс       | 3:0 (д)  | Филадельфия Атлетикс | 1:25  | 10 267 | Лу Кригер         |    |
| Совершенная игра Сая Янга стала частью серии из 25⅓ иннингов без допущенных хитов (76 баттеров, действующий рекорд Лиги) и 45 иннингов без пропущенных ранов (рекорд Лиги на тот момент). |                 |                  |    |        |     |    |                        |          |                      |       |        |                   |    |
| 4 | Эдди Джосс      | 2 октября 1908   | 28 | Правая | 74  | 3  | Кливленд Нэпс          | 1:0 (д)  | Чикаго Уайт Сокс     | 1:32  | 10 598 | Ниг Кларк         |    |

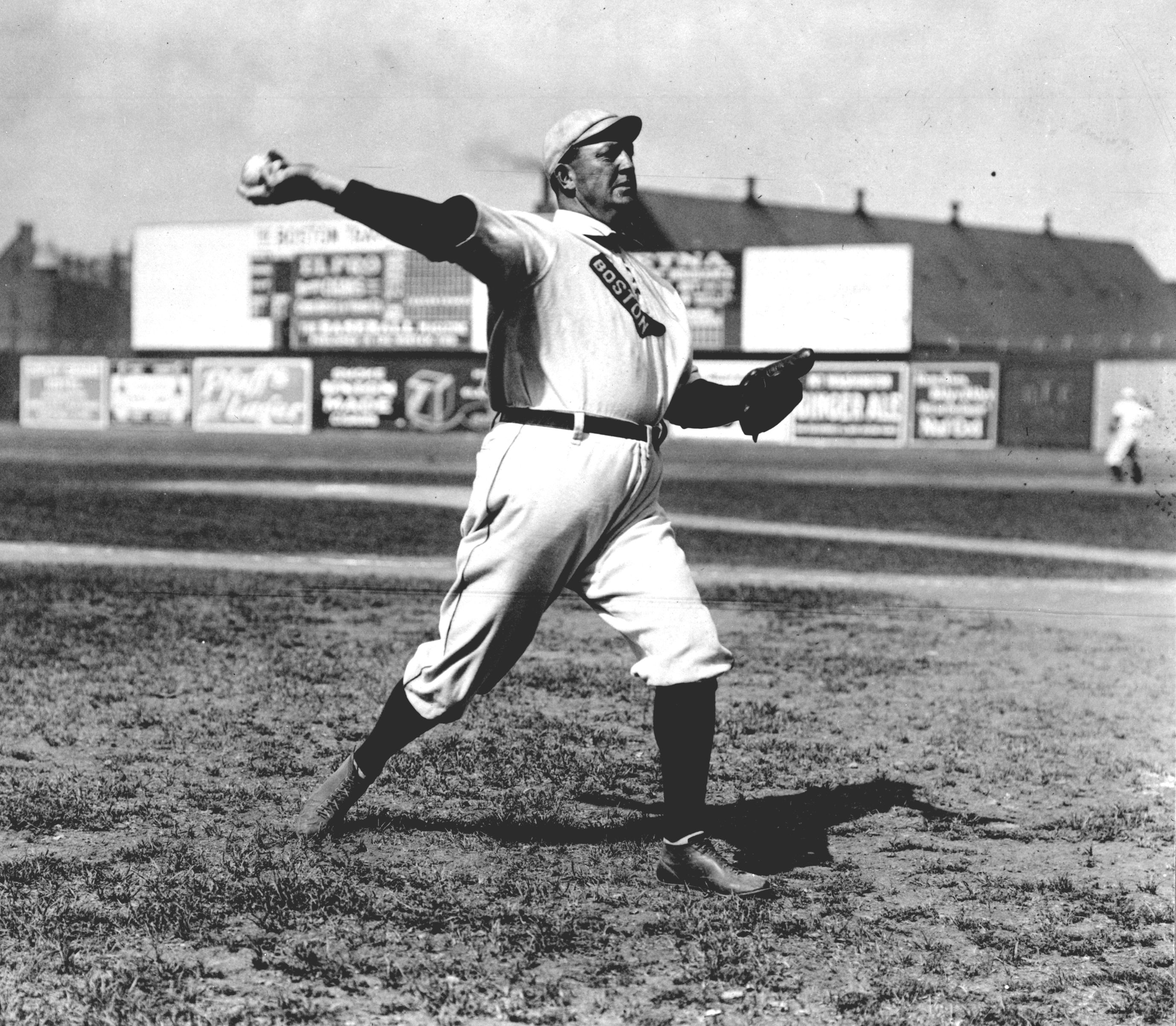
Сай Янг

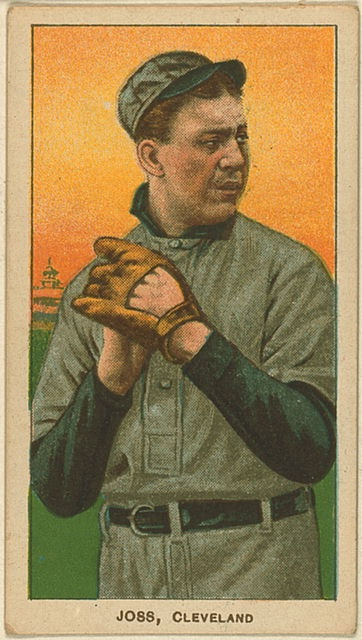
Эйдди Джосс

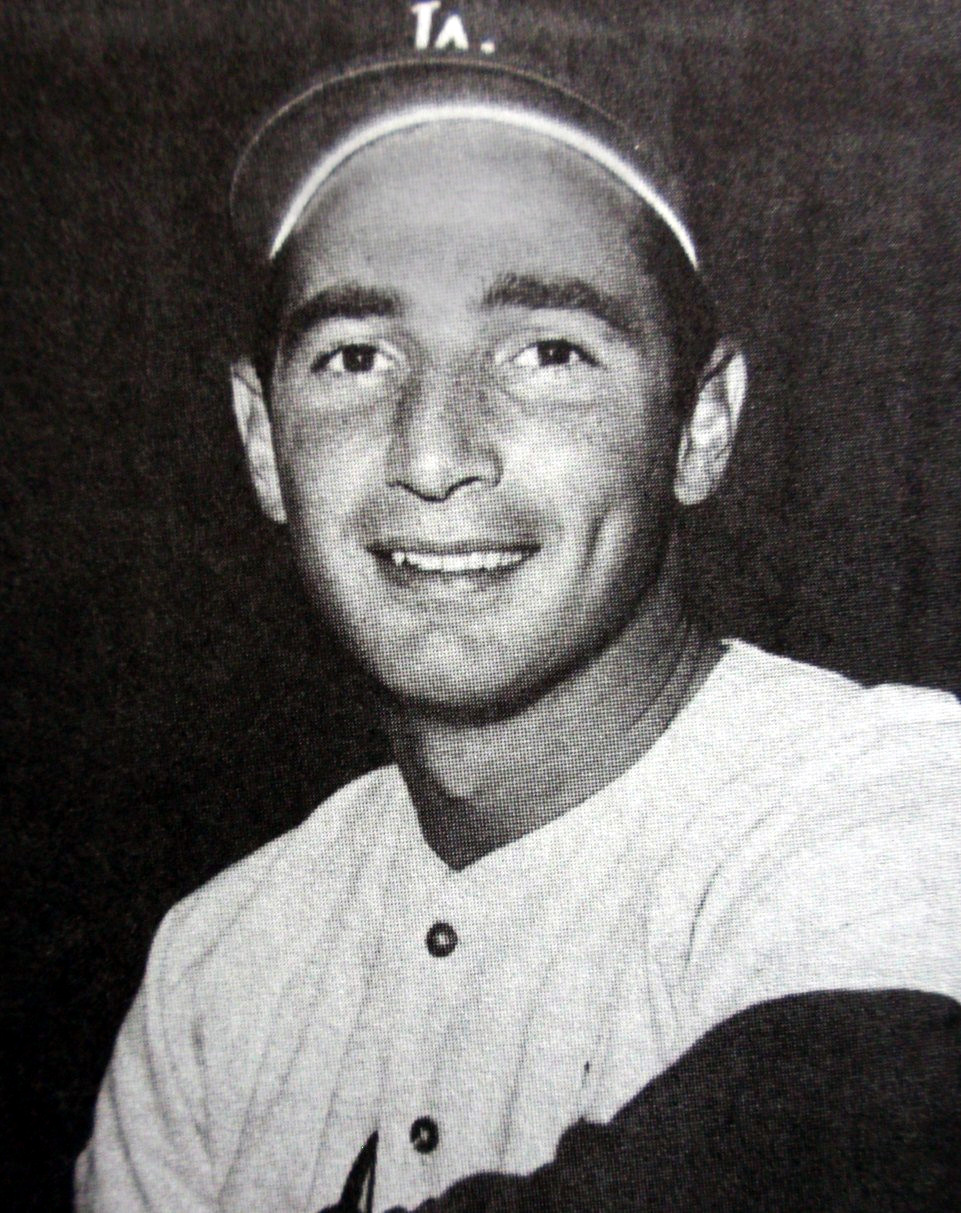
Совершенная игра Сэнди Коуфакса стала четвёртым и последним ноу-хиттером в его карьере

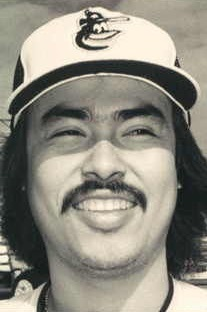
Деннис Мартинес — первый неамериканский питчер, сыгравший совершенную игру

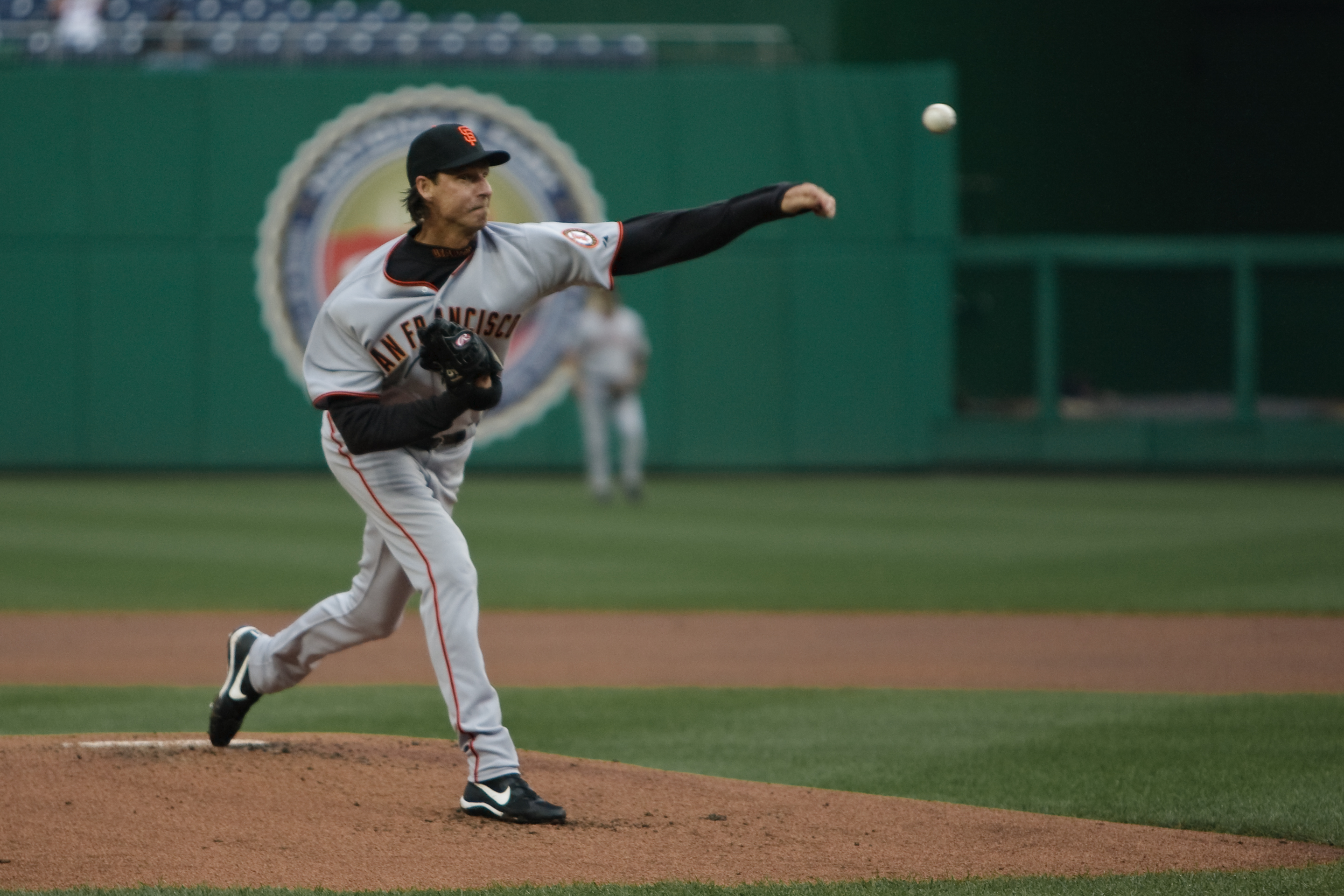
Рэнди Джонсон — самый возрастной игрок, которому покорилось достижение

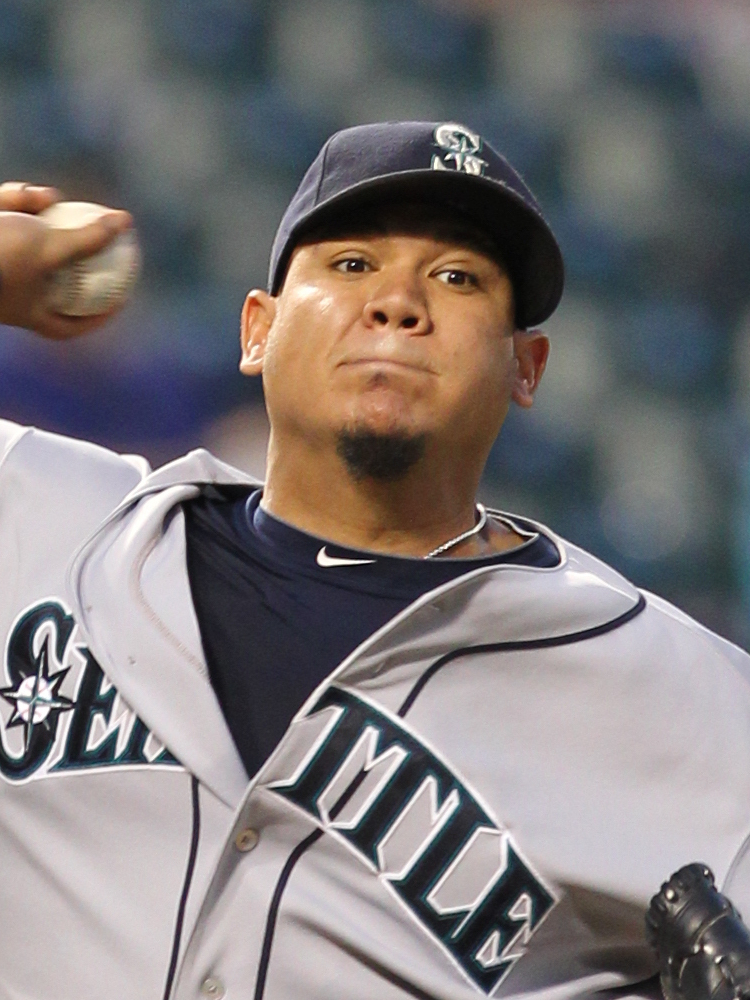
Совершенная игра Феликса Эрнандеса — последняя на данный момент

| Игра Джосса была самой напряжённой из всех совершенных игр. «Нэпс» боролись за победу в Американской лиге с «Детройт Тайгерс» и «Чикаго Уайт Сокс», с обеими командами «Кливленд» играл 2 октября. Питчер «Уайт Сокс» Эд Уолш сделал 15 страйкаутов и допустил лишь четыре сингла. Единственный ран «Нэпс» заработали в результате неудавшегося броска мяча питчером и неудачного подбора. После второй игры дня «Кливленд» и «Детройт» лидировали в турнирной таблице, а «Чикаго» находился в двух играх позади. В результате «Тайгерс» выиграли Американскую лигу, а «Нэпс» отстали на полпобеды. Джосс сыграл ноу-хит игру против «Уайт Сокс» в 2010 году и стал одним из двух питчеров, наряду с Тимом Линсекамом, бросивших два ноу-хиттера против одной команды. Из двадцати игр, для которых доступна статистика по количеству бросков, Эдди сделал наименьшее количество питчей — 74, меньше трёх на баттера. |                 |                  |    |        |     |    |                        |          |                      |       |        |                   |    |
| 5 | Чарли Робертсон | 30 апреля 1922   | 26 | Правая | 90  | 6  | Чикаго Уайт Сокс       | 2:0 (г)  | Детройт Тайгерс      | 1:55  | 25 000 | Рэй Шальк         |    |
| Эта игра стала для Робертсона лишь четвёртым стартом и пятым матчем в ГЛБ. За карьеру Робертсон выиграл наименьшее количество матчей и показал наименьший процент побед (победы-поражения — 49-80, процент побед — 38 %) среди остальных питчеров, сыгравших совершенную игру. После игры «Детройт» обвинил Робертсона в незаконном использовании масла или смазки. Игроки «Детройта» ни разу не смогли достичь базы, несмотря на то, что в сезоне 1922 «Тайгерс» имели наибольший процент попадания баттера на базу в Американской лиге — 37,3 %. |                 |                  |    |        |     |    |                        |          |                      |       |        |                   |    |
| 6 | Дон Ларсен      | 8 октября 1956   | 27 | Правая | 97  | 7  | Нью-Йорк Янкис         | 2:0 (д)  | Бруклин Доджерс      | 2:06  | 64 519 | Йоги Берра        |    |
| Дон Ларсен узнал о том, что он будет стартовым питчером в пятом матче Мировой серии 1956 года за несколько часов до игры. Это было его второе появление в серии после второй игры, в которой он сыграл меньше двух иннингов и допустил 4 рана. За всю игру лишь один баттер «Доджерс», Пи Ви Риз, сумел получить три бола. Среди всех команд, против которых была сыграна совершенная игра, у «Доджерс» был наибольший процент побед в сезоне — 60,4 %. Изображение прыгающего в объятия к Ларсену кэтчера Йоги Берра после последнего страйка является одним из самых известных в истории бейсбола. Промежуток в 34 года между играми Робертсона и Ларсена — самый длинный без совершенных игр в истории Лиги. |                 |                  |    |        |     |    |                        |          |                      |       |        |                   |    |
| 7 | Джим Баннинг    | 21 июня 1964     | 32 | Правая | 90  | 10 | Филадельфия Филлис     | 6:0 (г)  | Нью-Йорк Метс        | 2:19  | 32 026 | Гас Триандос      |    |
| Совершенная игра Джима Баннинга, сыгранная в день отца, стала первой в Национальной лиге за 84 года, после игры Уорда, состоявшейся ещё до современной эры бейсбола. Несмотря на суеверие, согласно которому в ходе игры игроки не общаются по поводу возможного достижения, Баннинг постоянно разговаривал с партнёрами о совершенной игре, чтобы снизить давление и расслабить их. |                 |                  |    |        |     |    |                        |          |                      |       |        |                   |    |
| 8 | Сэнди Коуфакс   | 9 сентября 1965  | 29 | Левая  | 113 | 14 | Лос-Анджелес Доджерс   | 1:0 (д)  | Чикаго Кабс          | 1:43  | 29 139 | Джефф Торборг     |    |
| Игра Коуфакса стала первой, сыгранной вечером. Питчер «Кабс», Боб Хендли, допустил лишь один хит, в седьмом инниге, поэтому эта игра была близка к тому, чтобы стать двойным ноу-хиттером. Единственный ран «Доджерс» заработали в пятом иннинге: Лу Джонсон перешёл на первую базу после уока, продвинулся до второй после сэкрифайс-банта, украл третью и достиг «дома» после того, как кэтчер «Кабс» сделал слишком сильный бросок на третью базу. В игре были установлены рекорды по наименьшему количеству хитов обеими командами (один) и наименьшему числу раннеров (два, оба Джонсон). Также, Коуфакс (наряду с Мэттом Кейном) сделал наибольшее количество страйкаутов в совершенной игре — 14. |                 |                  |    |        |     |    |                        |          |                      |       |        |                   |    |
| 9 | Кэтфиш Хантер   | 8 мая 1968       | 22 | Правая | 107 | 11 | Окленд Атлетикс        | 4:0 (д)  | Миннесота Твинс      | 2:28  | 6 928  | Джим Пальярони    |    |
| В этой игре Хантер сделал три хита в четырёх попытках: он заработал дабл и 3 RBI, включая бант (и последовавший за ним сингл), благодаря которому раннер переместился с третьей базы в «дом» и заработал победный ран. |                 |                  |    |        |     |    |                        |          |                      |       |        |                   |    |
| 10 | Лен Баркер      | 15 мая 1981      | 25 | Правая | 103 | 11 | Кливленд Индианс       | 3:0 (д)  | Торонто Блю Джейс    | 2:09  | 7 290  | Рон Хэсси (1)     |    |
| В игре впервые использовался назначенный хиттер. Ни один из баттеров «Торонто» не смог получить три бола. Баркер оформил 11 страйкаутов за игру, во всех случаях противостоящий ему баттер пытался ударить по мячу (англ. swinging strikeout). |                 |                  |    |        |     |    |                        |          |                      |       |        |                   |    |
| 11 | Майк Витт       | 30 сентября 1984 | 24 | Правая | 94  | 10 | Калифорния Энджелс     | 1:0 (г)  | Техас Рейнджерс      | 1:49  | 8 375  | Боб Бун           |    |
| Игра была сыграна в последний день регулярного чемпионата. Низкая посещаемость матча объясняется тем, что обе команды не попали в плей-офф. 6 лет спустя Витт сыграл комбинированный ноу-хиттер за «Калифорнию Энджелс». |                 |                  |    |        |     |    |                        |          |                      |       |        |                   |    |
| 12 | Том Браунинг    | 16 сентября 1988 | 28 | Левая  | 100 | 7  | Цинциннати Редс        | 1:0 (д)  | Лос-Анджелес Доджерс | 1:51  | 16 591 | Джефф Рид         |    |
| Единственный раз в истории совершенная игра была сыграна против действующего победителя Мировой серии. Из-за более чем двухчасовой задержки из-за дождя, игра началась приблизительно в 22 часа по местному времени. 4 июля следующего года Браунинг остановился в трёх аутах от второй совершенной игры. |                 |                  |    |        |     |    |                        |          |                      |       |        |                   |    |
| 13 | Деннис Мартинес | 28 июля 1991     | 36 | Правая | 95  | 5  | Монреаль Экспос        | 2:0 (г)  | Лос-Анджелес Доджерс | 2:14  | 45 560 | Рон Хэсси (2)     |    |
| Мартинес стал первым питчером, родившимся за пределами США, которому покорилось это достижение. Для кэтчера Рона Хэсси эта игра стала второй совершенной в карьере. Питчер «Доджерс» не допустил ни одного игрока «Экспос» на базу в первых пяти иннингах, что является рекордом среди всех совершенных игр. «Доджерс» стали первой и единственной командой, против которой было сыграно три совершенных игры. |                 |                  |    |        |     |    |                        |          |                      |       |        |                   |    |
| 14 | Кенни Роджерс   | 28 июля 1994     | 29 | Левая  | 98  | 8  | Техас Рейнджерс        | 4:0 (д)  | Калифорния Энджелс   | 2:08  | 46 581 | Иван Родригес     |    |
| Аутфилдер «Техаса» Расти Грир помог Роджерсу сыграть совершенную игру, сделав впечатляющий прыжок за мячом в девятом иннинге. «Энджелс» и «Рейнджерс» — единственные команды, сыгравшие по совершенной игре друг против друга. |                 |                  |    |        |     |    |                        |          |                      |       |        |                   |    |
| 15 | Дэвид Уэллс     | 17 мая 1998      | 34 | Левая  | 120 | 11 | Нью-Йорк Янкис         | 4:0 (д)  | Миннесота Твинс      | 2:40  | 49 820 | Хорхе Посада      |    |
| После игры Уэллс признал, что во время неё был наполовину пьян и находился в состоянии похмелья после вечеринки, на которой он пробыл до пяти утра, за восемь часов до игры. Эта игра стала для Уэллса частью серии из 38 выведенных в аут подряд баттеров (рекорд Американской лиги, продержавшийся до 2007 года). |                 |                  |    |        |     |    |                        |          |                      |       |        |                   |    |
| 16 | Дэвид Коун      | 18 июля 1999     | 36 | Правая | 88  | 10 | Нью-Йорк Янкис         | 6:0 (д)  | Монреаль Экспос      | 2:16  | 41 930 | Джо Джирарди      |    |
| Койн сыграл совершенную игру в День Йоги Берры. Участники матча 1956 года поучаствовали в церемонии перед матчем: питчер Дон Ларсен совершил первый бросок кэтчеру Йоги Берре. После финального аута телевизионные камеры выхватили Дона Ларсена, ставшего, таким образом, участником двух совершенных игр (второй раз неофициально). Эта игра — единственная, сыгранная между командами из разных лиг. «Янкис» стали первой командой, сыгравшей три совершенных игры. |                 |                  |    |        |     |    |                        |          |                      |       |        |                   |    |
| 17 | Рэнди Джонсон   | 18 мая 2004      | 40 | Левая  | 117 | 13 | Аризона Даймондбэкс    | 2:0 (г)  | Атланта Брэйвз       | 2:13  | 23 381 | Робби Хэммок      |    |
| Джонсон — самый возрастной питчер, сыгравший совершенную игру. 18 мая 2004 года ему было 40 лет и 256 дней, таким образом, он превзошёл результат Сая Янга более чем на 3,5 года. «Даймондбэкс» в том сезоне имели самый низкий процент побед среди всех команд, сыгравших совершенную игру — 31,5 %. |                 |                  |    |        |     |    |                        |          |                      |       |        |                   |    |
| 18 | Марк Бюрле      | 23 июля 2009     | 30 | Левая  | 116 | 6  | Чикаго Уайт Сокс       | 5:0 (д)  | Тампа Бэй Рейс       | 2:03  | 28 036 | Рамон Кастро      |    |
| В девятом иннинге центрфилдер «Уайт Сокс» «украл» хоум-ран у Гейба Кэплера, взобравшись по стене и поймав мяч, таким образом, сохранив шансы на совершенную игру. Впервые в совершенной игре питчер и кэтчер, Бюрле и Кастро, играли вместе первый матч. Также эта игра является первой, в которой был выбит грэнд-слэм. Ампайр Эрик Купер также судил матч, в котором Бюрле сделал свой предыдущий ноу-хиттер. Этот матч стал частью серии Бюрле из 45 подряд выведенных в аут баттеров (на тот момент рекорд лиги). |                 |                  |    |        |     |    |                        |          |                      |       |        |                   |    |
| 19 | Даллас Брейден  | 9 мая 2010       | 26 | Левая  | 109 | 6  | Окленд Атлетикс        | 4:0 (д)  | Тампа Бэй Рейс       | 2:07  | 12 288 | Лэндон Пауэлл     |    |
| Игра, сыгранная в день матери, стала первой полной игрой в карьере Брейдена. Впервые совершенная игра была сыграна против команды, которая на тот момент лидировала в лиге. Второй раз в истории две подряд совершенных игры были сыграны против одной команды. |                 |                  |    |        |     |    |                        |          |                      |       |        |                   |    |
| 20 | Рой Халлидей    | 29 мая 2010      | 34 | Правая | 115 | 11 | Филадельфия Филлис     | 1:0 (г)  | Майами Марлинс       | 2:13  | 25 086 | Карлос Руис       |    |
| Эта игра установила минимальный промежуток между двумя совершенными играми в современной эре — 20 дней. Впервые три совершенных игры были сыграны меньше чем за один год. Семь баттеров смогли получить три бола. Халлидей — второй питчер в истории лиги, после Сэнди Коуфакса, сыгравший совершенную игру и выигравший приз Сая Янга в одном сезоне. |                 |                  |    |        |     |    |                        |          |                      |       |        |                   |    |
| 21 | Филипп Хамбер   | 21 апреля 2012   | 29 | Правая | 96  | 9  | Чикаго Уайт Сокс       | 4:0 (г)  | Сиэтл Маринерс       | 2:17  | 22 472 | Эй-Джей Пежинский |    |
| Третья совершенная игра в истории «Чикаго Уайт Сокс». В девятом иннинге, при двух аутах, трёх болах и двух страйках, баттер Райан замахнулся после броска Хамбера, но остановился и не нанёс удар по мячу (англ. Checked swing). Кэтчер Пежинский выронил мяч, но успел подобрать его, бросить на первую базу и, таким образом, завершить игру, хотя до этого момента судья в «доме» уже зафиксировал аут, посчитав, что баттер сделал неудачный удар по мячу. |                 |                  |    |        |     |    |                        |          |                      |       |        |                   |    |
| 22 | Мэтт Кейн       | 13 июня 2012     | 27 | Правая | 115 | 14 | Сан-Франциско Джайентс | 10:0 (д) | Хьюстон Астрос       | 2:36  | 42 298 | Бастер Поузи      |    |
| Наравне с Сэнди Коуфаксом, Кейн сделал наибольшее количество страйкаутов за одну совершенную игру, а «Джайентс» совершили рекордные для совершенной игры десять ранов. |                 |                  |    |        |     |    |                        |          |                      |       |        |                   |    |
| 23 | Феликс Эрнандес | 15 августа 2012  | 26 | Правая | 113 | 12 | Сиэтл Маринерс         | 1:0 (д)  | Тампа Бэй Рейс       | 2:22  | 21 889 | Джон Джейсо       |    |
| В интервью сразу после последнего аута Эрнандес сообщил, что начал думать о возможном достижении уже во втором иннинге. Первая совершенная игра для «Маринерс» и четвёртый ноу-хиттер для этой франшизы. «Тампа Бэй» проиграла три совершенных игры за последние четыре сезона. |                 |                  |    |        |     |    |                        |          |                      |       |        |                   |    |

### Статистика
Три питчера также заработали RBI в своей совершенной игре: Хантер (3 RBI), Баннинг (2), Янг (1). Хантер сделал три хита; Ричмонд, Уорд, Баннинг, Матинес и Кейн сделали по одному хиту. Кейн является единственным питчером, заработавшим ран во время своей совершенной игры. Баркер, Витт, Роджерс, Уэллс, Коун, Бюрле, Брейден, Хамбер и Эрнандес не принимали участия в атаке из-за правила назначенного хиттера, введённого в Американской лиге в 1973 году.
Начиная с 1973 года, девять игр были сыграны с применением правила назначенного хиттера (включая одну игру с командами из разных лиг, сыгранную на поле команды из Американской лиги) и только пять игр без применения данного правила.
Самый поздний победный ран в совершенной игре был заработан в седьмом иннинге: в играх Хантера («низ»), Витта («верх») и Мартинеса («верх»)
Семь питчеров также сыграли как минимум один ноу-хиттер: Янг, Джосс, Баннинг, Коуфакс, Джонсон, Бюрле и Халлидей. Витт бросил комбинированный ноу-хиттер, а Сэнди Коуфакс принял участие в наибольшем количестве ноу-хит игр (4).
Ричмонд и Робертсон считались новичками лиги, так как провели лишь по одной игре в своём предыдущем сезоне.
Из тридцати действующих франшиз в лиге семь не принимали участие в совершенной игре: «Сент-Луис Кардиналс», «Питтсбург Пайрэтс», «Балтимор Ориолс», «Канзас-Сити Роялс», «Милуоки Брюэрс», «Сан-Диего Падрес» и «Колорадо Рокиз».

## Неофициальные совершенные игры

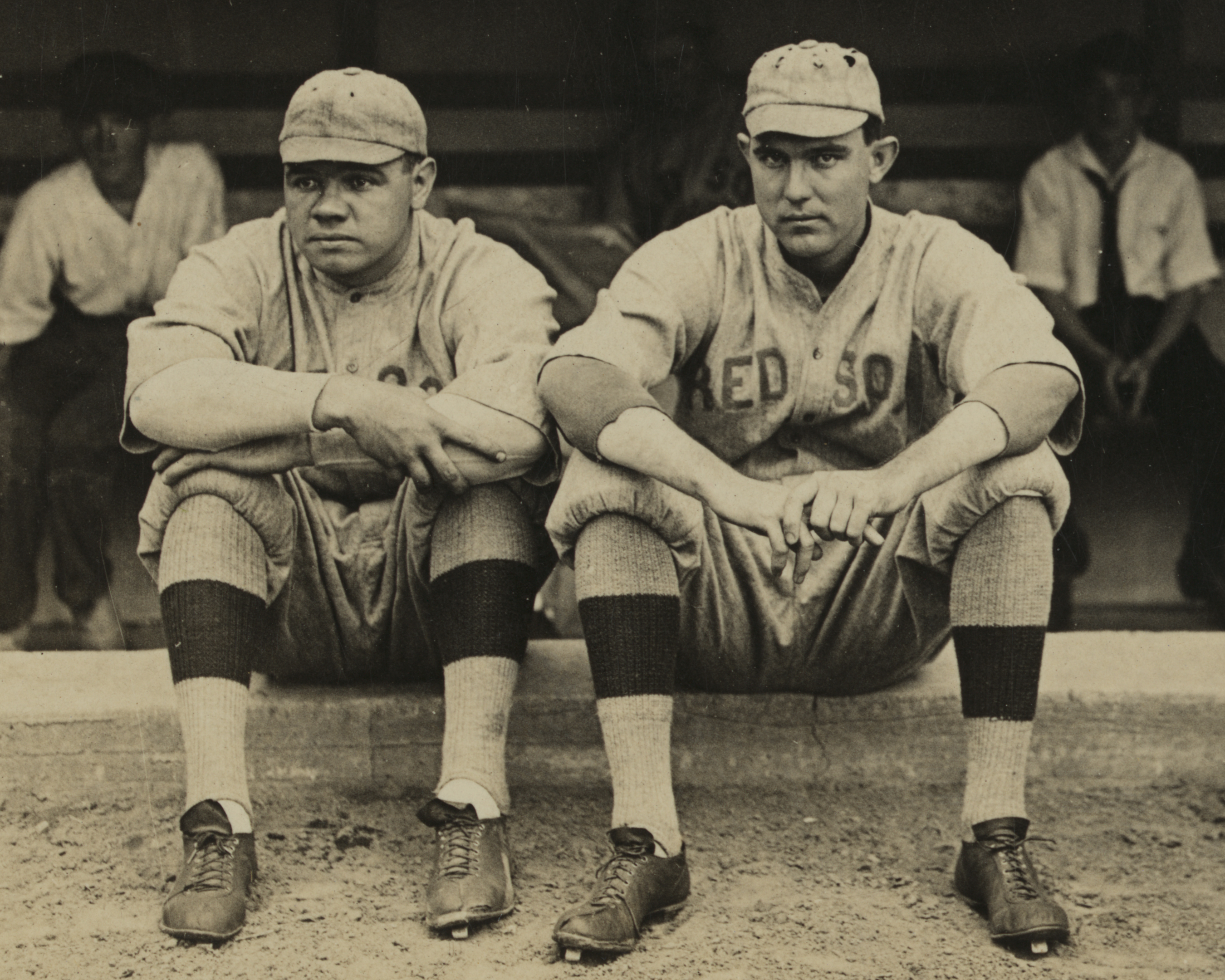
Бейб Рут и Эрни Шор

В трёх случаях в истории лиги питчер выводил в аут всех игроков в течение девяти иннингов, но данные игры не могут считаться совершенными либо из-за того, что баттер уже занимал базу, когда питчер только появился на поле, либо из-за того, что баттер всё-таки достиг базы в экстра-иннинге:
- 23 июня 1917 года питчер «Бостон Ред Сокс» Бейб Рут сделал уок первому баттеру «Вашингтон Сенаторз» Рэю Моргану за четыре подряд броска. Рут был недоволен качеством судейства, в результате чего, он был выведен с поля полицейским. Эрни Шор вышел на питчерскую горку и вывел в аут всех следующих 26 баттеров. Раннер «Вашингтона» Морган был пойман на краже базы, поэтому все 27 аутов были совершены при участии Шора. Эта игра считается комбинированным ноу-хиттером[34].
- 26 мая 1959 года питчер «Питтсбург Пайрэтс» Харви Хаддикс не допускал ни одного баттера «Милуоки Брюэрс» на базу в течение 12 иннингов, но ошибка инфилдера на третьей базе в «низу» тринадцатого иннинга позволила баттеру Феликсу Мантилье достичь базы. Затем последовали умышленный уок и дабл. «Пайрэтс» проиграли игру 0:1, а 36 подряд выведенных в аут баттеров за одну игру является рекордом лиги[35].
- 3 июня 1995 года питчер «Монреаль Экспос» Педро Мартинес не допустил на базу ни одного баттера «Сан-Диего Падрес» за 9 иннингов. «Экспос» заработали ран в «верху» десятого иннинга, а в «низу» Мартинес допустил дабл и был заменён на релиф-питчера[36].

В четырёх случаях в игре было сыграно менее девяти иннингов:
- 11 августа 1907 года питчер «Сент-Луис Кардиналс» Эд Каргер отыграл семь совершенных иннингов, а игра против «Бостон Брэйвс» была остановлена по соглашению команд[37].
- В последний день регулярного чемпионата в сезоне 1907 года, 5 октября, питчер «Филадельфии Атлетикс» Руб Уикерс отыграл пять иннингов без допущенных на базу баттеров «Филадельфии Сенаторс», а матч был остановлен из-за наступившей темноты[37].
- Игра 6 августа 1967 года между «Твинс» и «Ред Сокс» была остановлена из-за дождя, питчер «Минессоты» Дин Чанс сыграл сокращённую совершенную игру[37].
- Также 21 апреля 1984 года после пяти совершенных иннингов в исполнении Дэвида Палмера, из-за дождя была остановлена игра между «Монреаль Экспос» и «Сент-Луис Кардиналс»[38].